# Miles Joseph Berkeley
Miles Joseph Berkeley (født 1. april 1803, død 30. juli 1889) var en engelsk botaniker og præst, og var en af grundlæggerne af plantepatologi. 
Berkeley blev født i Biggin Hall, Benefield, Northamptonshire, og uddannet på Rugby School (Rugby) og Christ's College (Cambridge).
Fra 1833 var Berkeley sognepræst på landet. Han studerede med iver sporeplanter, især svampe, og bidrog væsentligt til viden om dette gennem adskillige værker, som British Fungi (1836-43), Introduction to cryptogamic Botany (1857), Handbook of British Mosses (1863) med flere.
I juni 1879 blev han valgt som fellow i Royal Society og blev tildelt deres Royal Medal i 1863.
Han døde på sin præstegård, Sibbertoft, nær Market Harborough, den 30. juli 1889.
Autornavnet Berk. kan bruges for Miles Joseph Berkeley sammen med et videnskabeligt artsnavn inden for botanikken. (Wikipedia-artikler der bruger autornavnet)